# Clastoptera fuscipes
Clastoptera fuscipes är en insektsart som beskrevs av Carl Stål 1862. Clastoptera fuscipes ingår i släktet Clastoptera och familjen Clastopteridae. Inga underarter finns listade i Catalogue of Life.